# Duehøg
Duehøgen (Accipiter gentilis) er en stor høg, der er udbredt som ynglefugl over store dele af den nordlige halvkugle, inklusive Skandinavien. Den lever fortrinsvis i skove, men kan også ses i åbne landskaber om vinteren. I Danmark findes duehøgen især i skove på mere end 100 hektar. Den er standfugl her. Dens bytte er især fugle og pattedyr i størrelse fra solsort op til fasan eller hare.

## Kendetegn
Duehøgen har mørkebrun overside med et gråligt anstrøg. Brystet er hvidligt med mange mørkebrune bølgelinjer. Vingerne er forholdsvis korte og halen lang. De to køn er ens af udseende, men hunnen er betydeligt større end hannen. Hannen måler fra halespids til næbspids omkring 54 cm og hunnen omkring 64 cm. Vægten af de danske fugle er i gennemsnit for hanner 875 gram og for hunner 1.380 gram. Ungfugle afviger meget i udseende fra de gamle fugle. Deres underside er gulbrunlig med mørkebrune længdepletter.

### Forveksling
Det kan især være svært at skelne hannen af duehøg fra hunnen af spurvehøg, som dog er mindre. Spurvehøgens gennemsnitsvægt er 140 gram for hannen og 260 gram for hunnen.

## Yngleadfærd

### Redebygning og parring
Hunnen begynder allerede i januar eller begyndelsen af februar at kalde på en mage med et giak-giak. Det er især hannen, der står for redebygningen. Reden fores til slut med friske grankviste, der undertiden må hentes langvejs fra. Parringerne foregår sideløbende med redebygningen. Fra redebygningens begyndelse, til ungerne er omtrent fuldvoksne, en periode på fem måneder, er det udelukkende hannen, der skaffer føden til parret. Duehøgen benytter ofte den samme rede flere år i træk, men kan også skifte mellem flere reder. Rederne placeres højt til vejrs i et træ, ofte i en bøgeskov.

### Æg og unger
I Danmark begynder æglægningen fra slutningen af marts til midten af april, hvert æg lægges med 3 dages mellemrum. Rugetiden er 35-41 dage, og der er 3-4 æg i det normalt enlige kuld. Det er først og fremmest hunnen, der ruger. I de første 16-18 dage kan hannen dog også ruge, ligesom den ruger, når hunnen fortærer byttet, som hannen har hjembragt. Hunnen fælder i redetiden, mens hannen først fælder efter yngletiden. Hvis hannen skulle dø i tiden, hvor hunnen ruger, må hunnen opgive kuldet på grund af sult, medmindre der kommer en anden han til. Når ungerne er omkring 25 dage gamle, er fødebehovet størst, og hannen bringer på dette tidspunkt bytte hjem cirka fem gange dagligt. Ungerne flyver fra reden efter omkring 40 dage, men er først helt uafhængige efter omkring 70 dage.

## Føde
I Danmark er byttet især ringduer, kragefugle og andre mellemstore fugle, men også pattedyr som egern og mus kan udgøre en betydelig del af føden. Duehøgen er udsat for illegal jagt.

## Bestand og fredning
Frem til midten af 1800-tallet var duehøgen en almindelig ynglefugl i det meste af Danmark, men som følge af massiv bekæmpelse var bestanden allerede i starten af 1900-tallet kraftigt reduceret. I 1960 var bestanden af duehøge i Danmark nede på omkring 100 par. Duehøgen blev fredet i 1967. I 2011 blev bestanden opgjort til at være 270 par.